# 11101 Českáfilharmonie
(11101) Českáfilharmonie, denumire internațională (11101) Ceskafilharmonie, este un asteroid din centura principală de asteroizi.

## Descriere
11101 Českáfilharmonie este un asteroid din centura principală de asteroizi. A fost descoperit pe 17 septembrie 1995 la Observatorul din Ondřejov de Lenka Šarounová. Asteroidul prezintă o orbită caracterizată de o semiaxă mare de 2,62 ua, o excentricitate de 0,09 și o înclinație de 13,5° în raport cu ecliptica.